# Missulena rutraspina
Missulena rutraspina is een spinnensoort in de taxonomische indeling van de muisspinnen (Actinopodidae).
Het dier behoort tot het geslacht Missulena. De wetenschappelijke naam van de soort werd voor het eerst geldig gepubliceerd in 1995 door Faulder.